# Live It Up (chanson de Nicky Jam)
 (janvier 2021).
Singles par Nicky Jam
X
(2018) Icon
(2018)
Singles par Will Smith
Cet Lit
(2017) Está Rico
(2018)
Singles par Era Istrefi
Origami
(2018) Prisoner
(2018)
Live It Up est une chanson du chanteur américain Nicky Jam avec le rappeur américain Will Smith et de la chanteuse kosovare Era Istrefi sortie en tant que single le 25 mai 2018. Il s'agit également de l'hymne officiel de la Coupe du monde de football 2018.

## Clip musical

### Composition
Live It Up a été écrite par Marty James, Will Smith, Jean-Baptiste, Nicky Jam, Quavo des Migos, Jocelyn Donald, Clement Picard, Juan Diego Medina Vélez, Maxime Picard, Era Istrefi et Michael McHenry et ses producteurs Diplo, The Picard Brothers et Free School.

### Contexte
Live It Up a été mise en ligne sur YouTube le 8 juin 2018 et a été dirigé par Yasha Malekzas et son producteur Kasha Pezeshki, il a été tourné à Moscou et à Budapest, le clip montre les chanteurs Nicky Jam, Will Smith et Era Istrefi chantant séparément, le footballeur brésilien Ronaldinho apparaît également, les images montrent également les dernières éditions du Mondial.

## Crédits
- Will Smith : composition, voix
- Nicky Jam : composition, voix
- Era Istrefi : composition, voix
- Diplo : production

## Classements
| Chart (2018)                      | Meilleure position |
| --------------------------------- | ------------------ |
| Argentine (Monitor Latino)        | 7                  |
| Autriche (Ö3 Austria Top 40)      | 17                 |
| Belgique (Flandre Ultratip 100)   | 23                 |
| Belgique (Wallonie Ultratip 50)   | 2                  |
| Bolivie (Monitor Latino)          | 7                  |
| Tchéquie (IFPI Rádio)             | 52                 |
| Tchéquie (IFPI Singles Digitál)   | 67                 |
| République dominicaine (SODINPRO) | 40                 |
| France (SNEP)                     | 42                 |
| Allemagne (Media Control AG)      | 21                 |
| Hongrie (Single Top 40)           | 2                  |
| Hongrie (Stream Top 40)           | 17                 |
| Italie (FIMI)                     | 68                 |
| Japon (Japan Hot 100)             | 71                 |
| Pays-Bas (Nederlandse Top 40)     | 25                 |
| Pays-Bas (Single Top 100)         | 78                 |
| Panama (Monitor Latino)           | 1                  |
| Pologne (ZPAV)                    | 6                  |
| Pologne (Dance Top 50)            | 1                  |
| Slovénie (SloTop50)               | 35                 |
| Espagne (PROMUSICAE)              | 59                 |
| Suède (Sverigetopplistan)         | 24                 |
| Suisse (Schweizer Hitparade)      | 32                 |

## Certification
| Région                                                                     | Certification | Ventes/Streams |
| -------------------------------------------------------------------------- | ------------- | -------------- |
| Suisse (IFPI)                                                              | Or            | 10,000x        |
| xNon précisé par la certification ‡ventes/streaming selon la certification |               |                |